# Славянский химико-механический техникум
Славянский химико-механический техникум (укр. Слов’янський хіміко-механічний технікум) — техникум в Славянске, одно из старейших учебных заведений Украины. За годы существования техникум подготовил более 25000 специалистов для нужд народного хозяйства Донбасса, Украины, стран бывшего СССР, а также Африки, Азии и Латинской Америки. Проводит лицензированную образовательную деятельность по подготовке специалистов химической и фармацевтической отраслей.
Размещается в 2-х учебных корпусах и лабораторном корпусе. На территории техникума имеются отдельно стоящие здания общежития и учебных мастерских.
Осуществляется подготовка техников по специальностям: химическая технология и инженерия, отраслевое машиностроение, экология, фармация. Есть заочное отделение. До 1993 года выпускались также специалисты аналитической химии и технологи производства химических реактивов и особо чистых веществ.

## История

### Основание и развитие. Довоенная история
28 июня 1909 года распоряжением Министерства Народного Просвещения было создано горнозаводское училище в городе Славянске Харьковской губернии. Одновременно при училище была открыта ремесленная школа с двумя специальностями: слесарно-механической и керамической. Училище было с 3-летним сроком обучения. От поступающих требовалось окончание высшего начального училища.
Постройка учебного корпуса, мастерских и жилого корпуса для административного и преподавательского состава была закончена в 1911 году. Общежития для учащихся не было и строить не предполагалось. Мастерские при училище в тот период были плохо оборудованы.
В училище двери были открыты главным образом для зажиточного населения, поступить выходцу из рабочей или крестьянской семьи было трудно.
До Октябрьской революции техническое училище существовало без изменений. За это время было шесть выпусков с общим количеством учащихся 150 человек.
В 1917 году училище было реорганизовано в среднее специальное техническое училище металлургической специализации с 4 годичным сроком обучения. Выпускникам присваивалась звание инженера-металлурга после 3-летнего практического стажа по данной специальности. Ремесленная школа при училище была реорганизована в ремесленное училище с теми же специальностями. В таком составе училище просуществовало без изменений до октября 1920 года. К этому времени заметно вырос контингент учащихся, главным образом из числа рабочих и крестьян.
В октябре 1920 года училище преобразуется в техникум металлургической специализации на правах высшего учебного заведения, выпускающего инженеров узкого профиля. С этого времени прекращается существование ремесленного училища при техникуме. Выпуск в 1921 году составил 90 человек.
В ноябре 1921 года техникум реорганизуется в политехническое училище прежней специальности, с открытием строительной специальной специальности. И вновь была создана профшкола с двумя отделения. Студенты техникума частично были переданы в г. Краматорск, где на базе этого контингента был организован Краматорский машиностроительный институт, просуществовавший до 1936 года.
С 1925 по 1926 годы политехническое училище реорганизуется. Металлургическое и строительное отделение закрываются, открывается химическое отделение с установкой на обслуживание основного оборудования химической промышленности по производству кислот и солей и механическое отделение. Учебное заведение переименовывается в профшколу.
В 1927 — 1928 годах профшкола с трехлетним образованием реорганизуется в техникум с теми же специальностями.
В годы первых пятилеток в СССР создавалась мощная химическая промышленность. В 1932 — 1933 учебном году техникум стал готовить: техников-химиков-аналитиков, техников-технологов по производству кислот и солей, техников-технологов-электриков, техников-механиков по оборудованию химических заводов. В 1933 году было открыто вечернее отделение (рабфак) по механической специальности, но кадров всё равно не хватало.
В период с 1931 по 1935 годы континент учащихся в техникуме непрерывно возрастал, улучшалась материальная база, непрерывно пополнявшаяся новым оборудованием, росло мастерство педагогов. К 1934 году выпуск техников возрос до 122 человек в году.
В 1936 году техникум был переименован в индустриально-химический. В связи с тем, что окончившие технологическое отделение с успехом справляются с работой химиков-аналитиков, группы и специальности технологов и аналитиков были совмещены без сокращения численности групп.
В 1937 году техникум был передан Комиссариату тяжёлой промышленности (впоследствии — Народному Комиссариату химической промышленности), и получил всесоюзное значение.
В 1940 году непосредственно в техникуме было организовано вечернее отделение со специальностями: технология по производству щелочей, ремонт монтаж и эксплуатация хим. оборудования. Одновременно с этим были открыты филиалы (вечернее) Славянского техникума в г. Константиновка со специальностями: механической, электромеханической и технологической в г. Верхнем со специальностями технологической и механической в таком составе СИХТ просуществовал до 5 октября 1941 года.
Перед временной оккупацией техникум представлял собой крупное учебное заведение с контингентом учащихся в 900 человек и с прекрасной материальной базой. Химические лаборатории, их оборудование и квалификация обслуживающего персонала позволяли проводить помимо качественного обучения учащихся научные работы по определению потенциалов в разных средах и выполнять производственные анализы химической продукции различных предприятий.
Из воспоминаний современников тех лет.
В помещения техникума были подведены газ, вакуум-линия. Библиотека техникума насчитывала 35 тыс. книг. При техникуме были большие мастерские в составе цехов: литейного с цветным литьем, механического, механо-оборонного, модельного, отделений: кузнечного, сварочного и станций испытания центробежных насосов и РМК. Штат рабочих в мастерских доходил до 400 человек. Работали в три смены. Продукция шла далеко за пределы Украины.
Перед оккупацией Славянска немецко-фашистскими захватчиками учащиеся старших курсов (юноши) были направлены на строительство оборонных сооружений, все остальные — на оборону г. Волновахи.
Осенью 1941 года техникум был эвакуирован на северо-восток страны в г. Кирово-Чепецк.
За период оккупации немецко-фашистские варвары дотла разорили кузницу кадров — Славянский индустриальный техникум. Они сожгли. Они взорвали. Они разграбили. Многие из бывших воспитанников погибли на фронтах Великой Отечественной войны, вечная им память и слава. Погибли, были расстреляны фашистами замечательный математик — преподаватель техникума, автор многих учебников — Шмулевич Григорий Кронидович, завуч Пахомов Василий Никитович, учащаяся Дуся Ильина и другие.
Еще не кончилась война, а техникум стал восстанавливаться. Единственное уцелевшее помещение — это бывшая газовая с площадью 40 м². Разрешено было сделать набор на первый курс в количестве 6 групп, но набрали также учащихся на 2, 3 и 4 курсы, и дали выпуск уже в 1945 году, т.о. нагнали 3 года.

Восстановление шло главным образом хозяйственным образом, с привлечением учащихся. Условия учебы, особенно в 1944-45 годах были крайне тяжелыми. Отопление не работало, отапливали «буржуйками», и даже их не хватало. Топливом служили срубленные деревья на территории техникума. Окна были не застеклены. Общежития не было, спали в неотапливаемых помещениях учебного корпуса. Сидеть было не на чем, для изготовления сидений выламывали сохранившиеся деревянные части в здании, о кабинетах и лабораториях вообще речи не было. Но эти трудности не подорвали бодрости духа учащихся. Учащиеся на три четверти были комсомольцы, желание учиться и скорее помочь стране было огромным, и им не страшны были трудности.

### Послевоенная история
После войны постепенно восстанавливается техникум, заново создается его учебная база, становясь лучшей, чем была раньше. Стране, как и в 1920 году, потребовались строители.
В 1946 году в техникуме было организовано строительное отделение, которое просуществовало до 1960 года.
Потребовались специалисты по теплотехническому оборудованию, и в техникуме в 1947 году создается теплотехническое отделение.
Контингент учащихся возрастает до 1250 человек с вечерним отделением. Значительно улучшились условия учебы: общежитие для учащихся не только восстановлено, но и увеличено в два раза, улучшены условия проживания. Кроме просторных светлых аудиторий в техникуме появилось новое оборудование, лаборатории и кабинеты: лаборатория физики, лаборатория КИП и автоматики, лаборатории химические, лаборатория электротехники, кабинет графики, кабинет истории и др. Библиотека техникума постоянно пополнялась, и стала одной из самых больших библиотек города с фондом около 40 тыс. книг.
В техникуме работало много кружков; механизации и автоматизации механических процессов, графический, химический. Проводились конкурсы на лучший кабинет, лабораторию. Коллектив техникума участвовал в конкурсе организованном Советом Министров и Академией архитектуры СССР, и получил поощрительную премию.
С 1963 по 1993 год работало отделение подготовки иностранных специалистов. Было много студентов из Кубы, Вьетнама, Камбоджи, а также из других стран Азии, Африки, Центральной и Латинской Америки.
С 1994 года подготовка иностранных специалистов прекратилась, осталось только подготовительное отделение (подфак) для иностранных студентов. В течение года иностранцы изучали русский язык и общеобразовательные предметы на русском языке. В основном были студенты из Индии и Пакистана. Подфак просуществовал до 2004 года.
В 1993 года была открыта специальность «Прикладная экология».
В 2008 году в техникуме возобновили подготовку специалистов керамической промышленности: «Производство   тугоплавких неметаллических и силикатных материалов» и «Обслуживание и ремонт оборудования предприятий строительных материалов».
Новая для химико-механического техникума специальность «Фармация» была лицензирована и открыта в 2009 году.
26 августа 2022 года один из корпусов техникума был частично разрушен и сгорел от российского обстрела.
В 2022 году прошла эвакуация техникума в город Днепр, туда же переместились часть преподавателей и сотрудников техникума. С марта 2022 года учебный процесс проходит в дистанционном формате.
С 10 марта 2023 года Славянский химико-механический техникум реорганизован в «Славянский профессиональный колледж индустрии и фармации»"

## Коллектив
Основой основ техникума всегда были люди — коллектив преподавателей и технических работников.

Преподаватели А. И. Курдюмов, Кемарский С. М. проработали в техникуме более 40 лет. Также очень долго и добросовестно проработала секретарь техникума Логунова А. И. и уборщица Боженко П. Я., преподаватели Завадская В. М., Федоренко А. А., Пахомов А. В., Чалый А. А., Снежинский М. Д., Антонова В. А., Малиненко В.К, Маликов Ю. М., Клюшник Н. П., Борисова Г. Г., Стефановский Л. Н., Лапченко И. Н., лаборанты Холодкова П. С., Богданова Л. Д., зав. библиотекой Зусманович Б. Л., Оладенко Л. А.

Ранее работали преподавателями выпускники техникума: Завадская В. М., Федоренко А. А., Макушев В. В., Зенько Д. Д.

В настоящее время в техникуме работают преподаватели высшей категории, преподаватели-методисты, кандидаты наук, в их числе бывшие студенты техникума: Камнева В. Б., Камнев Н. Н., Олейник В. В., Русанов Е. Г., Синицкая А. В., Пестрецова Л. В.

## Выпускники[5]
Более 300 выпускников успешно работали на Славянском содовом комбинате: Зайцев, Харьков, Кустов, Баранецкий, Винтик, Василенко, Шпаковская и др. Работали начальниками производства на «Машчермете» Айрапетов, Панасенко, Пономаренко, гл.конструкторами — Серёгин, Шехтер, в КБ — Марло, Найда, Зайцев. Профессора, доктора наук Кравченко и Семин, генерал-лейтенант Шутиков, лауреат Сталинской премии Иваницкий, работник Министерства иностранных дел Черных, Герой Советского Союза Лызенко Н. Р., Герой Советского Союза — Брысев Ф. Я.

В числе выпускников техникума — государственные деятели, лауреаты премий, герои Советского Союза, директора, главные инженеры предприятий: Ступак А. И. — заместитель министра химической промышленности; Новак Л. И. — почетный гражданин г. Славянска, заслуженный машиностроитель УССР; Жуковский — бывший главный инженер Главхимпромстроя; Пучков Е. Ф. — зам. председателя правления ОАО «Донбасспромхиммонтаж», заслуженный строитель; Панасенко В. М. — директор АИЗа; Арапетов В. С. — зам. директора АИЗа; Гармаш А. Н. — директор по строительству и быту ПАО «Концерн Стирол»; Мизяк Л.Л — Генеральный директор «ПАО „Концерн Стирол“»; Товажнянский Л. Л. — ректор НТУ «Харьковский политехнический институт», начальник Северско-Донецкого бассейнового управления водных ресурсов и почетный гражданин Славянска Антоненко В. Е.